# Omvänt förvärv
Omvänt förvärv är ett förvärv av ett bolag vars aktie är noterat på en börs som görs av ett onoterat bolag med syfte att överta marknadsnoteringen. Syftet med ett omvänt förvärv är att åstadkomma en börsnotering men samtidigt undvika de initiala kostnader som är förknippade med en notering inklusive den genomgång av bolaget som görs av aktiebörsen eller tillsynsmyndighet. 

## Metod
Det omvända förvärvet kan ske på två sätt. Antingen förvärvar det onoterade bolaget aktiemajoriteten i det noterade bolaget och genomför därefter en fusion varefter det onoterade bolagets aktier är de "överlevande" aktierna som handlas. Alternativt förvärvar ägarna till det onoterade bolaget aktiemajoriteten i det noterade och låter därefter det noterade bolaget förvärva det onoterade. 
Kännetecknande för ett omvänt förvärv är att verksamheten vanligen ändras till det onoterade bolagets. I många fall kan det noterade bolagets verksamhet vara olönsam eller till och med vilande. I vissa fall kan det finnas skattemässiga förlustavdrag i det noterade bolaget som kan utnyttjas mot framtida vinster i den nya verksamheten.

## Exempel
Det finns ett stort antal noterade bolag i världen som någon gång varit föremål för omvända förvärv. Se till exempel: 
- Atari [1]
- Fermenta
- Gandalf Data
- Kinnevik

## Fotnoter
1. ↑  NY Times: Atari Agrees to merge with disk drive maker